# Список переименованных населённых пунктов Смоленской области
В данном списке приведены населённые пункты, расположенные согласно современному административно-территориальному делению в Смоленской области России, название которых изменялось.

## Б
- Брехаловка → Березовка (сельский населённый пункт)[1]
- Воровская Буда → Березовка (сельский населённый пункт)[1]
- Кобелево → Благодатная (сельский населённый пункт)[1]
- Дурышки → Быстровка (сельский населённый пункт)[1]

## В
- Вошкино → Васильево (сельский населённый пункт)[1]
- Несмытки → Вишневка (сельский населённый пункт)[1]

## Г
- Гжатск → Гагарин (1968)[2]
- Кобели → Горки (сельский населённый пункт)[1]

## Д
- Поречье (1499) → Демидов (1918)[3]
- Воскресенское → Днепровское (сельский населённый пункт)[4]
- Гадино → Дружба (сельский населённый пункт)[1]
- Чертовщина → Дружба (сельский населённый пункт)[1]
- Гультаевка → Дубровка (сельский населённый пункт)[1]

## Е
- Жилино → Ефремово (сельский населённый пункт)[1]

## З
- Глистаи → Загорье (сельский населённый пункт)[1]
- Шиши → Заозерье (сельский населённый пункт)[1]
- Собачкино → Заречная (сельский населённый пункт)[1]
- Заселиха → Захаровка (сельский населённый пункт)[1]
- Задерихи → Знаменка (сельский населённый пункт)[1]

## К
- Могильница → Ключики (сельский населённый пункт)[1]
- Бедственка → Красная (сельский населённый пункт)[1]
- Пузеки → Красная Горка (сельский населённый пункт)[1]
- Херовка → Красная Пристань (сельский населённый пункт)[5]

## М
- Безмозги → Майская (сельский населённый пункт)[1]
- Курвость → Малиновка (сельский населённый пункт)[1]

## Н
- Волочек → Нахимовское (сельский населённый пункт)[4]
- Аракчеево → Некрасово (сельский населённый пункт)[1]
- Тютьково → Низовка (сельский населённый пункт)[1]
- Дурман → Николаево (сельский населённый пункт)[1]

## О
- Воровки → Острик (сельский населённый пункт)[1]
- Грязь → Октябрьское (сельский населённый пункт)[6]

## П
- Жипино → Победа (сельский населённый пункт)[1]
- Погибелка → Подгорная (сельский населённый пункт)[1]
- Слобода → Пржевальское (1964, посёлок городского типа)[7]
- Тыкали → Приднепровье (сельский населённый пункт)[1]

## Р
- Трутни → Рассвет (сельский населённый пункт)[1]

## С
- Всех Святых → Светлая (сельский населённый пункт)[1]
- Дурнево → Слобода (сельский населённый пункт)[1]
- Староселье → Солнечная (сельский населённый пункт)[1]

## У
- Бесово → Устье (сельский населённый пункт)[1]

## Ф
- Вошкино → Федоровка (сельский населённый пункт)[1]

## Ч
- Чертово → Черемушки (сельский населённый пункт)[1]

## Источник
- Е. М. Поспелов. Имена городов: вчера и сегодня (1917—1992): Топонимический словарь. — М.: Русские словари, 1993. — 249 с.